# Shaun Davey
Shaun Davey (født 18. januar 1948 i Belfast, Irland) er en irsk komponist og sanger.
Davey var historie og kunst uddannet på Trinity College i Dublin og på Courtauld Institute of Art i London, han er som komponist selvlært, men begyndte at bryde igennem med sin filmmusik, og jingle musik til tv, men slog så over i at komponere klassisk musik og irsk folkemusik. Han har skrevet en symfoni, orkesterværker, koncertmusik, korværker, scenemusik, som primært er relateret til Irland. Han har også skrevet sange i mange genre fra pop til klassisk musik. Daveys musik leder hen på den irske historie og dens legender.

## Udvalgte værker
- Symfoni "Lettelsen for Derry" (1989) - for kor, sækkepibe og orkester
- Pilgrimmen (1983) - for orkester
- Vækker Ned Devine (1998) - filmmusik
- Sækkepibekoncert (19?) - for sækkepiber